# Rocco Perri
Rocco Perri, nato Rocco Perre (Platì, 30 dicembre 1887 – dopo il 23 aprile 1944), è stato un criminale italiano, figura di primo piano della criminalità organizzata in Ontario.
Fu un bottlegger, cioè un contrabbandiere che aveva contatti con le distillerie e fabbriche di birra durante il periodo del Proibizionismo, insieme alla coniuge Besha Starkman (nota anche come Bessie Perri).

## Biografia

### Fino al proibizionismo
Rocco Perri crebbe in una famiglia calabrese, dove il rispetto era un valore assoluto, il padre era un uomo molto in vista nella Valle del Buonamico, ai piedi dell'Aspromonte, la madre, con cui Rocco aveva un forte legame, badava alla casa insieme a suo fratello e due figlie. Emigrò in America nel 1903, a 16 anni per ambizione personale. Con il treno, Rocco raggiunse Napoli, da dove si imbarcò alla volta degli Stati Uniti, viaggiando in classe economica. Aveva pochi dollari cuciti dalla madre nel cappotto al momento della partenza. Si recò agli Uffici dell'immigrazione, dopo lo sbarco e le visite mediche prese il treno e raggiunse New York e poi Massena, dove vivevano già dei suoi cugini e dei suoi compaesani.
Quando Perri arrivò in Canada si accorse di essere l'unico della comunità italiana di Massena a saper leggere e scrivere, e le sue conoscenze gli consentirono di crearsi una posizione e raggiungere la ricchezza che aveva sempre sognato. Lavorò come manovale in un'impresa edile, in un panificio, e poi diventò un venditore per la Macaroni Società Superiore. Si ritrovò di nuovo senza lavoro e nel 1908 decise di trasferirsi in Ontario, ma furono anni difficili, e più volte pensò di tornare in Italia. Proprio lì incontrò quella che sarebbe stata la donna della sua vita, Bessie Starkman, sposa di Harry Tobin dal 1907, con cui aveva due bambine: Gertrude e Lillian. Ma questo non bastò a fermare la donna che tre mesi dopo fuggì con Perri trasferendosi al 166 di Bay Street South di Hamilton. La vita ad Hamilton però era difficile, non era certo quello che Bessie sognava, i soldi scarseggiavano e la situazione era difficile.

### Il carattere
Come ha scritto Antonio Nicaso nel libro "Il piccolo Gatsby" edito da Luigi Pellegrini editore, Perri aveva un carattere molto forte, di chi aveva avuto una vita di stenti e sognava la rivalsa, aveva manie di grandezza ed un attaccamento morboso al denaro che lo facevano essere schivo nei confronti degli altri.

### Il contrabbando
La coppia riuscì a trovare un modo per risolvere la loro situazione approfittando dell'entrata in vigore il 16 settembre 1916 della Temperance Act in Ontario. Con quel provvedimento infatti venne vietata la vendita e la distribuzione di alcolici, allo scopo dichiarato di interrompere dei costumi, salvare la società dagli abusi dell'alcolismo. Il divieto di trasporto degli alcolici in Canada fu ufficialmente stabilito il 23 dicembre 1917 e divenne effettivo nel mese di aprile 1918; nel 1920 il XVIII emendamento vietò la vendita di alcolici negli Stati Uniti dopo una forte pressione delle cosiddette società di temperanza, gruppi religiosi e gruppi politici caratterizzati in genere da un forte moralismo.
In questo contesto, Bessie capì al volo la facilità di arricchimento offerta dalla legge, ma a organizzare il commercio fu Rocco sfruttando le amicizie maturate nel tempo. Aggirare la legge non fu difficile: era consentita solo la vendita di birre con tasso alcolico pari al 2,5%, ma non era proibita l'importazione di sostanza alcoliche da altre province per uso personale. Cominciarono, quindi, ad importare sostanze alcoliche dalle distillerie del Quebec, e in pochi mesi in tutto l'Ontario, il whisky e la vera birra, quella con gradazione al 9%, cominciarono a scorrere a fiumi. Il sabato sera molta gente aspettava di giungere al culmine dell'ubriachezza per poi disperdersi in altri locali, come la stessa Bessie faceva, sfoggiando diamanti costosissimi e abiti vistosi, e la miseria degli anni passati era solo un ricordo. Dal 1920 e per circa 30 anni, riuscì a eludere i controlli della polizia canadese ed americana, trascorrendo solo qualche mese in prigione a causa di un'incauta intervista ad un giornale di Toronto.
Pur essendo sotto costante sorveglianza da parte della polizia canadese, si specializzò nell'esportazione di liquore da vecchie distillerie locali, come la  #Seagram Company Ltd. #di Montreal e la #Gooderham and Worts #di Toronto verso gli Stati Uniti, occupando così una larga fetta del mercato statunitense. Era anche coinvolto nel gioco d'azzardo, concussione e prostituzione minorile. Molti lo hanno paragonato ad Al Capone, affibbiandogli il soprannome di "piccolo Cesare canadese". Ma qualcosa turbò l'ascesa della coppia: Besha Starkman, venne assassinata il 15 agosto 1930 con dei colpi di fucile, all'interno del garage della sua abitazione da due sicari.

### La scomparsa
Perri è stato visto l'ultima volta vivo ad Hamilton il 23 aprile 1944. Il suo corpo non è mai stato trovato. Si pensa sia stato ucciso e gettato nel porto di Hamilton. La Royal Canadian Mounted Police ha concluso nel 1954: «Noi non troveremo il suo corpo finché la baia non si asciugherà». Anche se, parallelamente il famoso giornalista della criminalità Antonio Nicaso ha scritto nel suo libro, che Rocco Perri era vivo nel 1949 in forza di una lettera di quell'anno scritta da Perri e consegnata da un cugino italiano del mafioso allo scrittore. Secondo questo autore Perri morì nel 1953 a Massena, New York (Stati Uniti).